# Thysanoglossa organensis
Thysanoglossa organensis är en orkidéart som beskrevs av Alexander Curt Brade. Thysanoglossa organensis ingår i släktet Thysanoglossa och familjen orkidéer. Inga underarter finns listade i Catalogue of Life.